# Lough Carra SPA
Lough Carra SPA este o arie protejată (arie de protecție specială avifaunistică — SPA) din Irlanda întinsă pe o suprafață de 1.760,27 ha, integral pe uscat.

## Localizare
Centrul sitului Lough Carra SPA este situat la coordonatele 53°41′48″N 9°14′55″W / 53.696726°N 9.248572°V.

## Înființare
Situl Lough Carra SPA a fost declarat arie de protecție specială avifaunistică în noiembrie 1995 pentru a proteja 14 specii de animale.

## Biodiversitate
Situată în ecoregiunea atlantică, aria protejată nu include niciun habitat protejat.
La baza desemnării sitului se află mai multe specii protejate de  păsări (14): rață lingurar (Anas clypeata), rață pitică (Anas crecca), rață fluierătoare (Anas penelope), rață mare (Anas platyrhynchos), rață pestriță (Anas strepera), rață-cu-cap-castaniu (Aythya ferina), rața moțată (Aythya fuligula), Bucephala clangula, pescăruș sur (Larus canus), pescăruș râzător (Larus ridibundus), Mergus serrator, cormoran mare (Phalacrocorax carbo), corcodel mare (Podiceps cristatus), nagâț (Vanellus vanellus).
Pe lângă speciile protejate, pe teritoriul sitului au mai fost identificate 1 specie de păsări.